# Unidos da Vila Nogueira
O Grêmio Recreativo Cultural Escola de Samba Unidos da Vila Nogueira foi fundada no dia 10 de janeiro de 1985, quando um grupo de rapazes do bairro se reuniram para participar de festas carnavalescas. O pavilhão nasceu no dia dia do aniversário da escola, porém a escola já havia nascido aos meados de 1983, quando um grupo de amigos moradores do bairro se reuniram no "Choupana", local onde já se encontraram várias vezes na praça do bairro, então eles resolveram fazer uma Escola de samba para que pudessem se encontrar todos os anos, além de manter a união deles, e isso seria uma grande ideia. No início desfilavam junto a outras agremiações, como o Bloco Carnavalesco Óasis e a Escola de Samba Flor da Pauliceia, em apresentações na cidade e, no próprio bairro. A Escola nasceu sem disputar um Carnaval porque não havia na época em Diadema. Em 1987 com início das competições a Escola filiou-se a UCESBCD, e integrou-se entre as co-irmãs existentes na época. Em 1997 a Escola vem trabalhando forte, com muita garra, muito amor, alegria e, principalmente  com qualidade e humildade, ficando famoso em todo o ABC Paulista. Em 1998 voltou após cinco anos fora devido a morte de seus dirigentes. Hoje a escola reúne cerca de 1500 em seus ensaios.
Seria campeã em 2012, se não tivesse sofrido uma penalização em 1 ponto, que lhe rendeu apenas o terceiro lugar.

## Carnavais
| Ano                                     | Colocação   | Grupo | Enredo | Ref.          |
| --------------------------------------- | ----------- | ----- | --- | ------------- |
| 1998                                    | Campeã      | 2     | Sob a energia dos Astros, Nogueira viaja no espaço                                                                             | [ 3 ]         |
| 1999                                    | Campeã      | 1     | Com os passos da dança, Quem dança se encanta                                                                                  | [ 4 ]         |
| 2000                                    | Campeã      | 1     | Explosão de Brasilidade | [ 5 ]         |
| 2001                                    |             | 1     | Vila Nogueira, Cheia de amor para dar                                                                                          | [ 6 ]         |
| 2002                                    |             | 1     | Sol Rei, Sol Lenda, Sol Mito: Luz das Civilizações, Astro do Infinito                                                          | [ 7 ]         |
| 2003                                    |             | 1     | De Alfa e Ômega a magia de um mundo que o mundo transformou                                                                    |               |
| 2004                                    |             | 1     | |               |
| 2005                                    | 5º lugar    | Único | Respeitável público, hoje tem espetáculo. Minha águia anuncia: Nogueira vem trazendo o circo num colorido de encantos e magias | [ 8 ] [ 9 ]   |
| 2006                                    | 3° lugar    | 1     | O que é que a Nogueira tem? | [ 10 ] [ 11 ] |
| 2007                                    | 4° lugar    | 1     | Da mão do artista ao Júri. Eu dou a nota desta Carnaval                                                                        | [ 12 ]        |
| 2008                                    | 4° lugar    | 1     | No voo permanente entre os produtos de imaginação, de lendas e explicações de mitos, nossa águia com a realidade está presente | [ 1 ] [ 13 ]  |
| 2009                                    | Vice-campeã | 1     | Água Fonte da Vida, Essência da Própria Existência é o Nosso Bem Precioso                                                      | [ 14 ]        |
| Em 2010 ocorreu desfile sem competição. |             |       | |               |
| 2011                                    | 4º lugar    | 1     | Terra, mãe de todos que nela habitam: devemos preservar para não acabar                                                        | [ 3 ] [ 16 ]  |
| 2012                                    | 3º lugar    | 1     | As quatro estações | [ 17 ]        |
| Em 2013 ocorreu desfile sem competição. |             |       | |               |